# 껀저옥현
껀저옥현(베트남어: Huyện Cần Giuộc / 縣芹湥)은 베트남 메콩강 삼각주 롱안성의 현이다.

## 행정 구역
껀저옥현은 1시진, 16사를 관할하고 있다.

### 시진
- 껀저옥 시진 (Thị trấn Cần Giuộc, 芹湥市鎭)

### 사
- 동타인 사 (Xã Đông Thạnh, 東盛社)
- 롱안 사 (Xã Long An, 隆安社)
- 롱허우 사 (Xã Long Hậu, 隆厚社)
- 롱풍 사 (Xã Long Phụng, 龍鳳社)
- 롱트엉 사 (Xã Long Thượng, 隆上社)
- 미록 사 (Xã Mỹ Lộc, 美禄社)
- 프억허우 사 (Xã Phước Hậu, 福厚社)
- 프억라이 사 (Xã Phước Lại, 福赖社)
- 프억럼 사 (Xã Phước Lâm, 福林社)
- 프억리 사 (Xã Phước Lý, 福理社)
- 프억빈동 사 (Xã Phước Vĩnh Đông, 福永東社)
- 프억빈떠이 사 (Xã Phước Vĩnh Tây, 福永西社)
- 떤떱 사 (Xã Tân Tập, 新集社)
- 투언타인 사 (Xã Thuận Thành, 順城社)